# Gare d'Evere
La gare d'Evere (en néerlandais : station Evere) est une gare ferroviaire belge de la ligne 26 de Schaerbeek à Hal, située sur le territoire de la commune d'Evere, en Région de Bruxelles-Capitale.
Elle est mise en service en 1976 par la Société nationale des chemins de fer belges (SNCB).
C'est une halte voyageurs de la Société nationale des chemins de fer belges (SNCB) desservi par des trains Suburbains (S).

## Situation ferroviaire
Établie à 57 mètres d'altitude, la gare d'Evere est située au point kilométrique (PK) 6,600 de la ligne 26 de Schaerbeek à Hal, entre les gares de Bordet et de Meiser.

## Histoire
La halte d'Evere est mise en service le 20 septembre 1976 par la Société nationale des chemins de fer belges (SNCB). Elle est établie au fond d'une profonde tranchée ce qui a nécessité d'installer des escaliers pour y accéder. Lors de son ouverture des escaliers mécaniques ont été installés.

## Service des voyageurs

### Accueil
Halte SNCB, c'est un point d'arrêt sans personnel (PANG) à accès libre. Elle est équipée d'un automate pour l'achat de titres de transport.
L'accès aux quais s'effectue par le pont routier de la rue Auguste De Boeck. Pour l'un l'entrée est au centre du pont et pour l'autre sur le versant nord.

### Desserte
En semaine, Evere est desservie en semaine par des trains Suburbains (S) des relations suivantes, avec un total de cinq trains par heure :
- un de la ligne S4 du RER bruxellois : Malines - Alost via Hofstade, Merode, Etterbeek, Schuman et Jette ;
- deux de la ligne S5 du RER bruxellois : Malines - Hal, Grammont, ou Enghien via Schuman et Etterbeek ;
- un de la ligne S7 du RER bruxellois : Vilvorde - Hal via Merode, Delta et Arcades ;
- un de la ligne S9 du RER bruxellois : Landen - Nivelles, via Louvain et Braine-l’Alleud.

Les week-ends et jours fériés ne circulent que les trains de la ligne S5, un par heure, entre Malines et Hal.

### Intermodalité
Le stationnement des véhicules est difficile à proximité. 
Les arrêts de la ligne 62 du tramway de Bruxelles sont à une centaine de mètres.
Une correspondance immédiate avec les bus de la STIB se fait à l'arrêt "Evere Station", situé sur le pont routier. De plus, dans un rayon de 200 mètres, d'autres correspondances sont possibles :
- Arrêt « Evere Shopping » desservi par le tramway n° 62 ainsi que par les bus 21 et 66.
- Arrêt « Conscience » desservi par les bus 64 et 65.

## Comptage voyageurs
Ce graphique et tableau montre le nombre de voyageurs embarquant en moyenne durant la semaine, le samedi et le dimanche.
| Nombre de passagers qui embarquent à la gare d'Evere | Nombre de passagers qui embarquent à la gare d'Evere | Nombre de passagers qui embarquent à la gare d'Evere | Nombre de passagers qui embarquent à la gare d'Evere |
|                                                      | Semaine                                              | Samedi                                               | Dimanche                                             |
| ---------------------------------------------------- | ---------------------------------------------------- | ---------------------------------------------------- | ---------------------------------------------------- |
| 1977                                                 | 174                                                  | -                                                    | -                                                    |
| 1978                                                 | 224                                                  | -                                                    | -                                                    |
| 1979                                                 | 173                                                  | -                                                    | -                                                    |
| 1980                                                 | 183                                                  | -                                                    | -                                                    |
| 1981                                                 | 189                                                  | -                                                    | -                                                    |
| 1982                                                 | 171                                                  | -                                                    | -                                                    |
| 1983                                                 | 124                                                  | -                                                    | -                                                    |
| 1984                                                 | 62                                                   | -                                                    | -                                                    |
| 1985                                                 | 60                                                   | -                                                    | -                                                    |
| 1986                                                 | 82                                                   | -                                                    | -                                                    |
| 1987                                                 | 82                                                   | -                                                    | -                                                    |
| 1988                                                 | 117                                                  | -                                                    | -                                                    |
| 1989                                                 | 85                                                   | -                                                    | -                                                    |
| 1990                                                 | 99                                                   | -                                                    | -                                                    |
| 1991                                                 | 93                                                   | -                                                    | -                                                    |
| 1992                                                 | 132                                                  | -                                                    | -                                                    |
| 1993                                                 | 122                                                  | -                                                    | -                                                    |
| 1994                                                 | 182                                                  | -                                                    | -                                                    |
| 1995                                                 | 190                                                  | -                                                    | -                                                    |
| 1996                                                 | 227                                                  | -                                                    | -                                                    |
| 1997                                                 | 279                                                  | -                                                    | -                                                    |
| 1998                                                 | 391                                                  | -                                                    | -                                                    |
| 1999                                                 | 300                                                  | -                                                    | -                                                    |
| 2000                                                 | 379                                                  | -                                                    | -                                                    |
| 2001                                                 | 381                                                  | -                                                    | -                                                    |
| 2002                                                 | 349                                                  | -                                                    | -                                                    |
| 2003                                                 | 372                                                  | -                                                    | -                                                    |
| 2004                                                 | 462                                                  | -                                                    | -                                                    |
| 2005                                                 | 468                                                  | -                                                    | -                                                    |
| 2006                                                 | 614                                                  | -                                                    | -                                                    |
| 2007                                                 | 645                                                  | -                                                    | -                                                    |
| 2008                                                 | -                                                    | -                                                    | -                                                    |
| 2009                                                 | 596                                                  | -                                                    | -                                                    |
| 2010                                                 | -                                                    | -                                                    | -                                                    |
| 2011                                                 | -                                                    | -                                                    | -                                                    |
| 2012                                                 | 440                                                  | -                                                    | -                                                    |
| 2013                                                 | 419                                                  | -                                                    | -                                                    |
| 2014                                                 | 341                                                  | -                                                    | -                                                    |
| 2015                                                 | 386                                                  | -                                                    | -                                                    |
| 2016                                                 | 462                                                  | -                                                    | -                                                    |
| 2017                                                 | 562                                                  | -                                                    | -                                                    |
| 2018                                                 | 684                                                  | 65                                                   | 26                                                   |
| 2019                                                 | 690                                                  | 48                                                   | 31                                                   |
| 2020                                                 | 426                                                  | 49                                                   | 35                                                   |
| 2021                                                 | -                                                    | -                                                    | -                                                    |
| 2022                                                 | 605                                                  | 99                                                   | 76                                                   |
| 2023                                                 | 482                                                  | 81                                                   | 87                                                   |
| 2024                                                 | 512                                                  | 60                                                   | 55                                                   |

Vue de l'un des quais depuis le pont routier
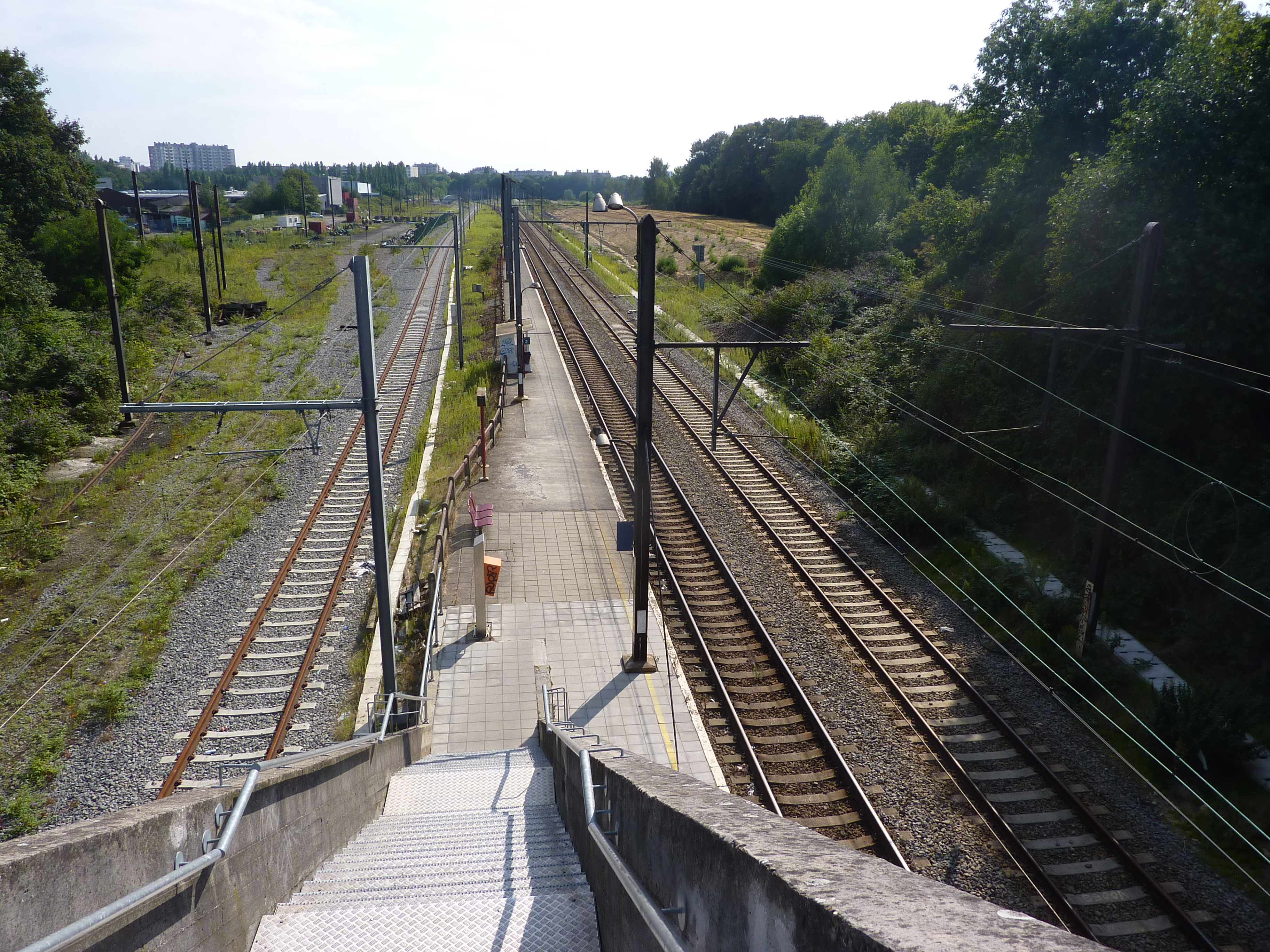
En 2011.
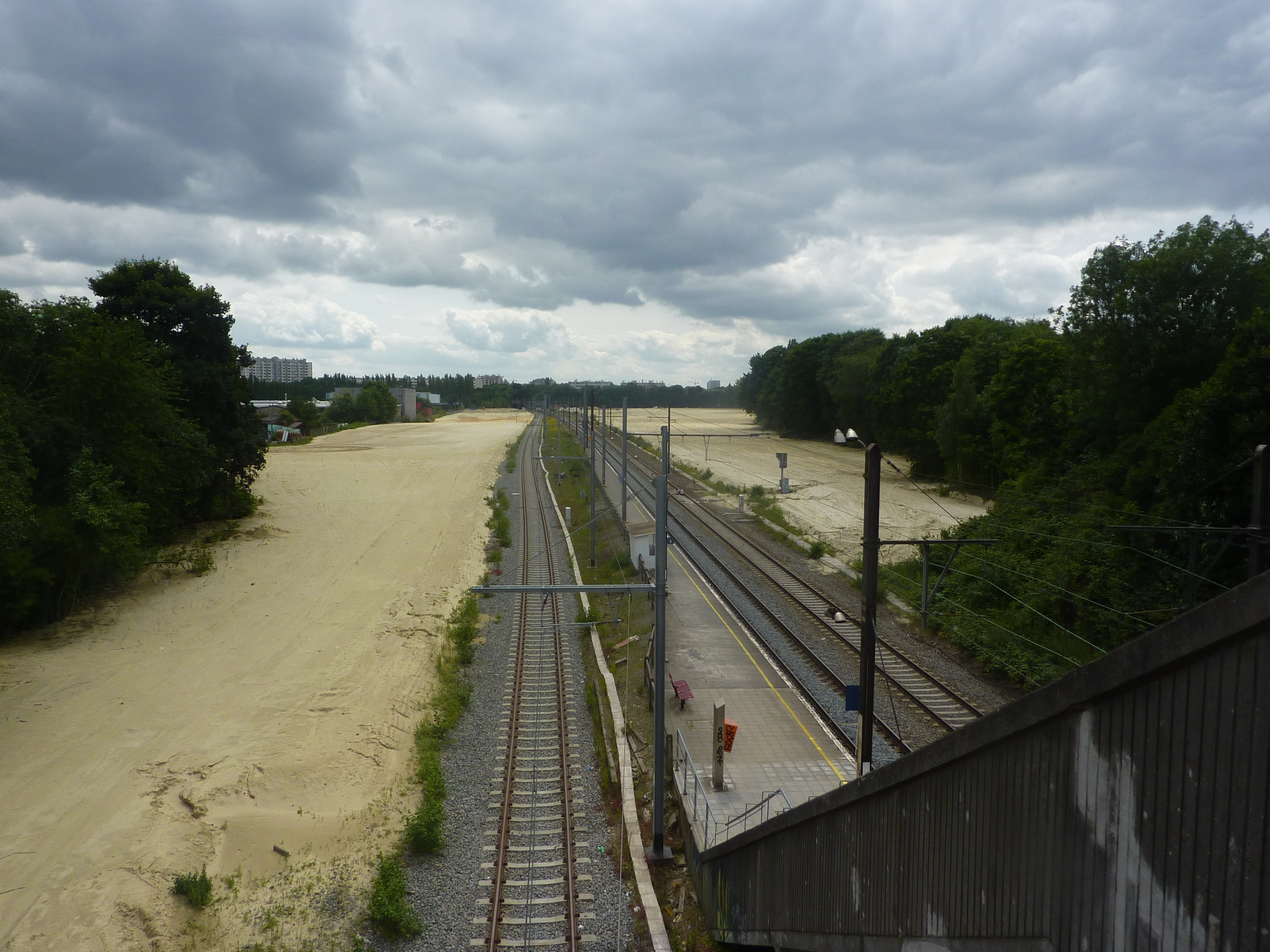
En 2012.